# Оливера Ибарра, Кристиан
Кристиан Гонсало Оливера Ибарра (исп. Cristian Gonzalo Olivera Ibarra; род. 17 апреля 2002, Монтевидео) — уругвайский футболист, вингер клуба «Лос-Анджелес» и сборной Уругвая.

## Клубная карьера
Оливера — воспитанник клубов «Арапей Мендоса», «Потенсия», «Флорес Пальма», «Данубио», «Серрито», «Дефенсор Спортинг» и «Рентистас». 5 мая 2019 года в матче против «Сентраль Эспаньол» он дебютировал в уругвайской Сегунде в составе последних. 20 июля в поединке против «Вилья Тереса» Кристиан забил свой первый гол за «Рентистас». По итогам сезона Оливера помог клубу выйти в элиту. 16 февраля 2020 года в матче против «Насьоналя» он дебютировал в уругвайской Примере.
15 сентября 2020 года Оливера перешёл в испанскую «Альмерию», подписав контракт на пять лет. Сумма трансфера составила 2 млн евро. 4 октября в матче против хихонского «Спортинга» он дебютировал в испанской Сегунде.
1 мая 2021 года Оливера для получения игровой практики был арендован «Пеньяролем». 22 мая в матче против «Феникса» он дебютировал за новый клуб.
4 августа 2023 года Оливера перешёл в клуб MLS «Лос-Анджелес», подписав четырёхлетний контракт до конца сезона 2026 с опцией продления на сезон 2027. В высшей лиге США он дебютировал 23 августа в матче против «Колорадо Рэпидз», забив гол после выхода на замену.

## Международная карьера
В 2019 году Оливера в составе юношеской сборной Уругвая принял участие в юношеском чемпионате Южной Америки в Перу. На турнире он сыграл в матчах против команд Перу, Чили, Эквадора, Бразилии, а также дважды Аргентины и Парагвая. В поединках против уругвайцев, парагвайцев и чилийцев Кристиан забил по голу.
За старшую сборную Уругвая Оливера дебютировал 12 сентября 2023 года в матче квалификации чемпионата мира 2026 против сборной Эквадора.
Оливера был включён в состав олимпийской сборной Уругвая на Предолимпийский турнир КОНМЕБОЛ 2024, но перед началом турнира «Лос-Анджелес» отозвал разрешение на его участие.

## Достижения
Командные
 «Пеньяроль»
- Чемпион Уругвая: 2021
- Обладатель Суперкубка Уругвая: 2022